# Marco Buticchi

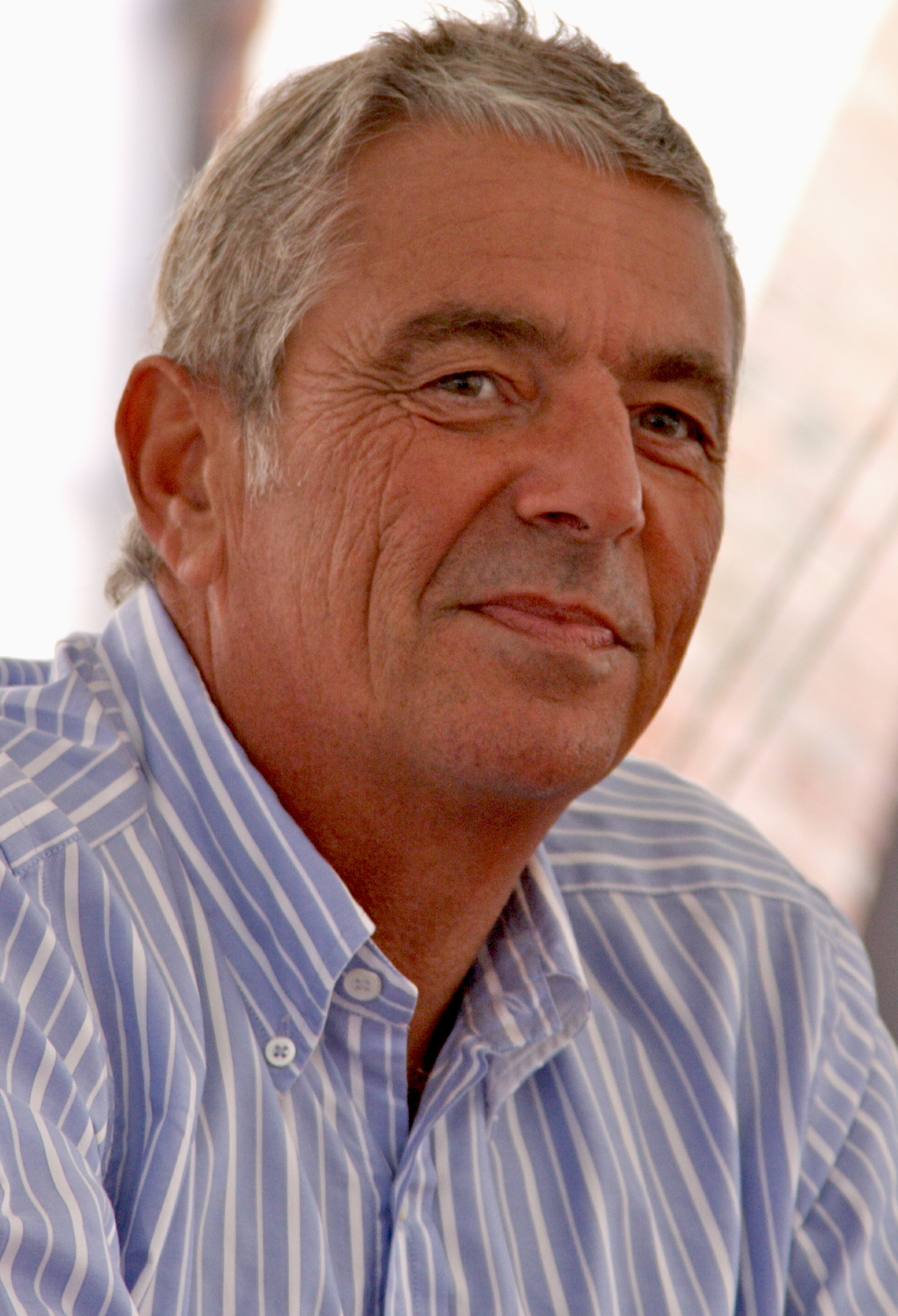
Marco Buticchi

Marco Buticchi (* 2. Mai 1957 in La Spezia, Ligurien) ist ein italienischer Schriftsteller.

## Leben
Die Schulzeit absolvierte Buticchi in seiner Heimatstadt und begann anschließend ein Studium der Wirtschaftswissenschaft an der Universität Bologna. 1982 schloss er dieses Studium mit seiner Dissertation  ab. Ab Winter 1982/1983 arbeitete Buticchi in der Ölindustrie und bereiste im Laufe der Jahre auch viele Erdölfördernde Länder im Nahen Osten und Mittelamerika.
1987 heiratete Buticchi und ließ sich mit seiner Ehefrau in Lerici am Golf von La Spezia nieder. Obwohl er seinen ersten Roman im Selbstverlag veröffentlichte, war sein Debüt 1991 äußerst erfolgreich. Sein Publikum feierte ihn und die offizielle Literaturkritik verglich ihn mit Patrick O’Brian, Clive Cussler und Wilbur Smith. 1995 nahm ihn dann Mario Spagnol vom Verlag Longanesi unter Vertrag.

## Werke (Auswahl)
- L'ordine irreversibile. Romanzo. Selbstverlag 1992.
- Die Jagd nach den Mondsteinen. Roman („Le pietre della luna“). Piper, München 2000, ISBN 3-492-23076-8.
- L'anello dei re. Romanzo. Longanesi, Mailand 2005, ISBN 88-304-2018-2.
- Scusi, bagnino, l'ombrellone non funziona!. Longanesi, Mailand 2006, ISBN 88-304-2373-4.
- Menorah. Romanzo. TEA, Mailand 2006, ISBN 88-7818-670-8.
- Die dritte Prophezeiung. Thriller („Profezia“). Piper, München 2006, ISBN 978-3-492-27113-4.
- Das Salomon-Siegel. Thriller. Piper, München 2009, ISBN 978-3-492-25810-4.
- Der Fluch der goldenen Maske. Thriller („La nave d'oro“). Piper, München 2010, ISBN 978-3-492-25809-8.